# 武器屋
武器屋（ぶきや）は、株式会社武器屋が運営する、模造刀剣を中心とした模造武器・甲冑・盾などを扱う店舗である。

## 概要
武器屋という名前ではあるが、ナイフやクロスボウといった殺傷性のある実用品はほとんど扱っていない（公式サイトでは取り扱い商品は全て合法としている）。前述した模造刀、甲冑のほか、変わった物としてはゲーム『ドラゴンクエスト』や『ファイナルファンタジー』に登場する武器を再現した商品も置いている。
以前は東京・秋葉原に店舗があったが、2013年5月31日を以て閉店。翌6月1日に池袋に移転し、営業を再開した。このほか、2011年10月にフランス・パリに海外第1号店である「BUKIYA PARIS」を開店していたが、経営方針があわずに廃業した。
2013年に株式会社武器屋を創設して埼玉県寄居町に移転した。
なお、経営母体である有限会社ヴァイスブラウレジデンツ（本社・埼玉県熊谷市）の主要事業は前述した武器、意匠類の販売や関連書籍の販売、このほか自衛隊に儀礼刀を供給しているほか、映画やテレビ、CM撮影用の小道具の供給を行っている。

### 協力作品
- 隠し剣　鬼の爪
- 河井継之助 駆け抜けた蒼龍
- 明日への遺言
- 私は貝になりたい
- あの日、僕らの命はトイレットペーパーよりも軽かった
- ゼロの焦点
- 半次郎
- 99年の愛〜JAPANESE AMERICANS〜

## 註
1. 1 2  【悲報】秋葉原の名店「武器屋」が突然の閉店（ラジ館PRESS）
2. ↑  https://news.livedoor.com/article/detail/3342996/